# Lincoln County (Mississippi)
Lincoln County je okres ve státě Mississippi v USA. K roku 2010 zde žilo 34 869 obyvatel. Správním městem okresu je Brookhaven. Celková rozloha okresu činí 1 523 km².

## Sousední okresy
| Růžice kompasu | Jefferson County | Copiah County                |                 | Růžice kompasu |
| Růžice kompasu | Franklin County  | Sever                        | Lawrence County | Růžice kompasu |
| Růžice kompasu | Franklin County  | Lincoln County (Mississippi) | Lawrence County | Růžice kompasu |
| Růžice kompasu | Franklin County  | Jih                          | Lawrence County | Růžice kompasu |
| Růžice kompasu | Amite County     | Pike County                  | Walthall County | Růžice kompasu |